# Íria (Grèce)
Ne doit pas être confondu avec Iraia.
Íria (grec moderne : Ίρια) est une localité située dans le dème des Naupliens, dans le district régional d'Argolide, dans la périphérie du Péloponnèse, en Grèce.
Selon le recensement de 2021, elle compte 523 habitants.

## Géographie

### Situation
Íria est située à 22 kilomètres au sud-est de Nauplie et comprend sur son territoire le cap éponyme, à deux kilomètres au sud d'Iria Beach. Íria appartient, à la suite du programme Kallikratis de 2011, au district municipal d'Asini, lui-même rattaché au dème (municipalité) de Nauplie.

### Climat
| Mois                              | jan. | fév. | mars | avril | mai  | juin | jui. | août | sep. | oct. | nov. | déc. | année |
| --------------------------------- | ---- | ---- | ---- | ----- | ---- | ---- | ---- | ---- | ---- | ---- | ---- | ---- | ----- |
| Température minimale moyenne (°C) | 6    | 6,9  | 7,6  | 10,6  | 14,9 | 18,1 | 20,5 | 20,3 | 17,6 | 14,2 | 10,9 | 7,8  | 12,1  |
| Température moyenne (°C)          | 9,8  | 10,4 | 12   | 15,3  | 19,5 | 23,9 | 26,5 | 26,4 | 23,3 | 19   | 15   | 11,5 | 17,7  |
| Température maximale moyenne (°C) | 13,7 | 14,6 | 16,4 | 20,1  | 24,8 | 29,7 | 32,5 | 32,5 | 29   | 23,9 | 19,2 | 15,3 | 22,6  |
| Précipitations (mm)               | 84   | 67   | 59   | 38    | 23   | 10   | 5    | 6    | 21   | 70   | 92   | 108  | 583   |

## Économie
Íria est essentiellement rurale et s'appuie sur une vaste plaine fertile dont la principale culture est l'artichaut. Compte tenu de l'importance de la production dans l'économie locale, chaque année au cours du printemps se déroule la fête de l'artichaut. Cette célébration comprend danses et manifestations culturelles, ainsi que des préparations culinaires basées sur des recettes d'artichaut.
Íria possède également à Iria Beach des installations touristiques (hôtels et camping) et une plage située près du port. Íria bénéficie de la proximité des sites touristiques de Nauplie et d'Épidaure.

## Galerie

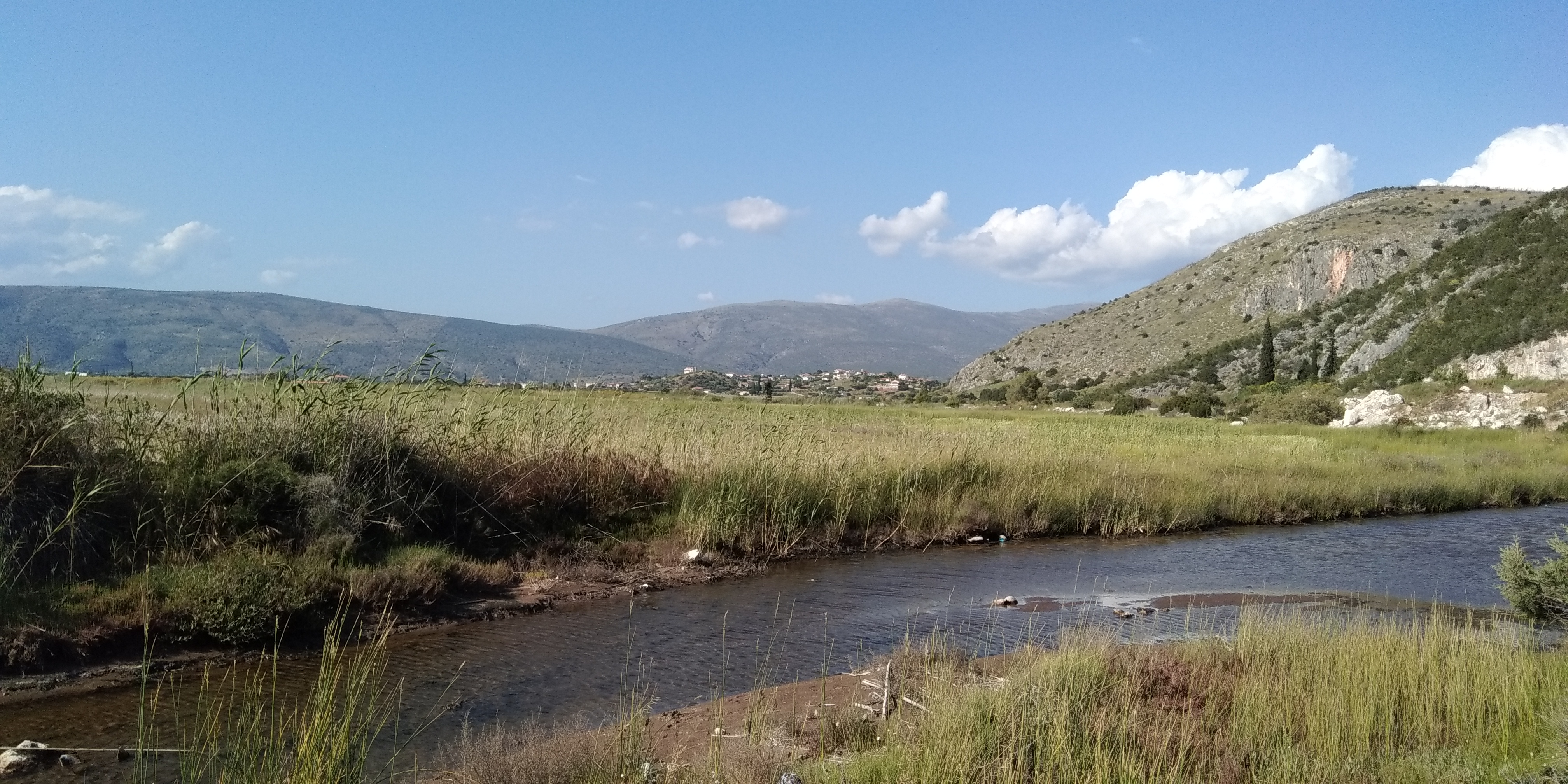
Plaine côtière d'Íria.
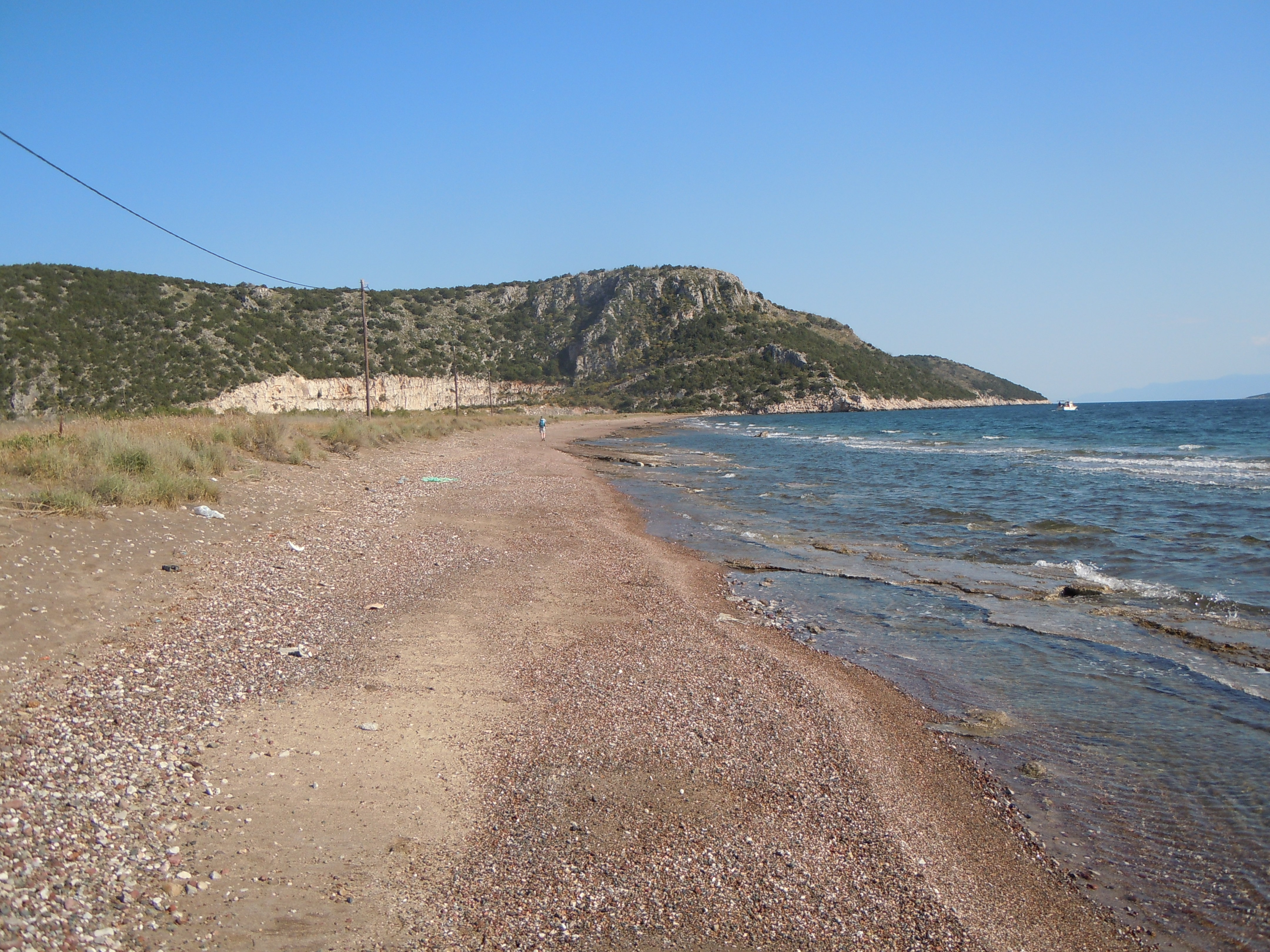
Plage d'Íria.